# Református Egyházi Könyvtár

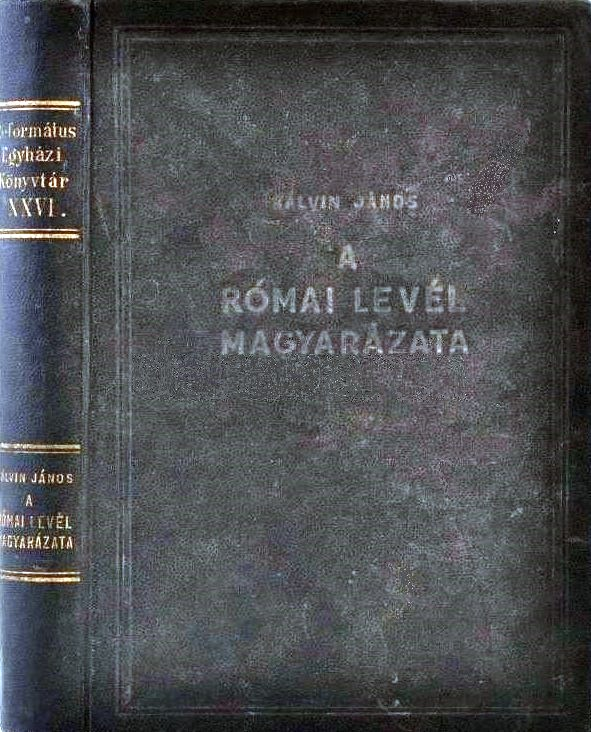
Kálvin János: A római levél magyarázata, 1954

A Református Egyházi Könyvtár egy 20. századi magyar egyházirodalmi könyv sorozat. Szerkesztője Antal Géza református lelkész volt. A sorozatból két kötet jelent meg reprint kiadásban:
- V. és VI. köt. Kálvin János: A keresztyén vallás rendszere, Kálvin János Kiadó, Budapest, 1995, ISBN 963-300-599-X

A sorozat a következő köteteket tartalmazta: 
- I–III. köt. Warga Lajos: A keresztyén egyház történelme. Átnézte Zoványi Jenő. 3 kötet. 
  - I. köt. A reformáció előtti korszak, a katholicizmus fejlődése, az egyház egyetemes uralma és fejlődése. (XVI és 566 l.) 1906.
  - II. köt. A reformáció utáni korszak, vagy a protestantizmus fejlődése s az államok független uralma. (XIII és 863 l.) 1906.
  - III. köt. A reformáció utáni korszak, vagy a protestantizmus fejlődése s az államok független uralma. Folytatás 1814-től 1890–1892. tájáig. (746 l.) 1908.
- IV. köt. Pruzsinszky Pál: Kalvin János. Életrajz. A reformátor születésének négyszázados évfordulója alkalmából írta –. Átnézték dr. Szőts Farkas és dr. Thury Etele. I. köt. (XVI, 438 l. és 7 képmelléklet). Pápa, 1909.
- V. és VI. köt. Kálvin János: A keresztyén vallás rendszere. (Institutiones religionis christianae.) 1559., amelyet szerzője most először foglalt négy könyvbe s osztott föl a tárgy természete szerint fejezetekre és kibővített annyira, hogy csaknem új műnek tartható. Fordították Czeglédi Sándor és Rábold Gusztáv. Felülvizsgálták: dr. Antal Géza és Borsos István. 2 köt. (XI, 696 l. és 1 kép X és 948 l.) Pápa, 1909–1910.
- VII. köt. Erdős József: Újszövetségi bevezetés. Átnézték: Antal Géza–Petri Elek. 1911. XII, 695 l.
- VIII. köt. Pruzsinszky Pál: Kálvin János. Életrajz. A reformátor születésének négyszázadik évfordulója alkalmából. 2. köt. Átnézték: Szőts Farkas–Thury Etele. 1912. XI, 547 l., 14 t.
- IX. köt. Kálvin János kisebb művei a rendszeres teológia köréből. Ford.: Czeglédi Sándor. Felülvizsgálták: Borsos István–Rábold Gusztáv. 1912. 776 l.
- X. köt. Horváth József: Bölcsészettörténet. 1. köt. Az ókori filozófia története. XI, 816 l. (több kötet nem jelent meg)
- XI. köt. Ravasz László: A gyülekezeti ige hirdetés elmélete (Homiletika). Átnézték: Csizmadia Lajos–Novák Lajos. XX, 497 l.
- XII. köt. Varga Zsigmond: Az ókori keleti népek művelődéstörténete, különös tekintettel a bibliára. Átnézték: Antal Géza–Czeglédy Sándor. 1. köt. XXXII, 512 l.
- XIII. köt. Varga Zsigmond: Az ókori keleti népek művelődéstörténete, különös tekintettel a bibliára. Átnézték: Antal Géza–Czeglédy Sándor. 2. köt. 1918. XXVII, 644 l.

A Horthy-korszakban tovább folytatódott a sorozat, és a következő kötetei jelentek meg:
- XIV. köt. Forgács Gyula: A belmisszió és cura pastorális kézikönyve, 1925
- XV. köt. Ágenda – A magyar református egyház liturgiás könyve, 1927
- XVI. köt. Istentiszteleti rendtartás, 1930
- XVII. köt. Kováts J. István: A kereszténység és a társadalmi kérdések, 1933
- XVIII. köt. Bartók György: A középkori és az újkori filozófia története, 1935
- XIX. köt. Kálvin János Institutioja, 1936
- XX. köt. Révész Imre: Magyar református egyháztörténet, I. 1520 tájáról 1608-ig, 1938
- XXI. köt. Mátyás Ernő: Újszövetségi kijelentéstörténet, 1943
- XXII. köt. Imre Lajos: Katechetika, 1942

A sorozat néhány kötete 1945 után jelent meg:
- XXIII. köt. Makkai Sándor: Poiménika. A személyes lelkigondozás tana, 1947
- XXIV. köt. Kun Béla: A magyar református egyház külső rendje, 1948
- XXV. köt. Csomasz Tóth Kálmán: Református gyülekezeti éneklés, 1954
- XXVI. köt. Kálvin János: A római levél magyarázata, 1954. Fordította: Rábold Gusztáv